# Фриман Спар (Илиноис)
Фриман Спар (енгл. Freeman Spur) град је у америчкој савезној држави Илиноис.

## Демографија
По попису из 2010. године број становника је 287, што је 14 (5,1%) становника више него 2000. године.
| Група             | 2000.       | 2010.       |
| Белци             | 248 (90,8%) | 270 (94,1%) |
| Афроамериканци    | 13 (4,8%)   | 12 (4,2%)   |
| Азијати           | 0 (0,0%)    | 0 (0,0%)    |
| Хиспаноамериканци | 7 (2,6%)    | 1 (0,3%)    |
| Укупно            | 273         | 287         |